# 協議會 (台灣日治時期)

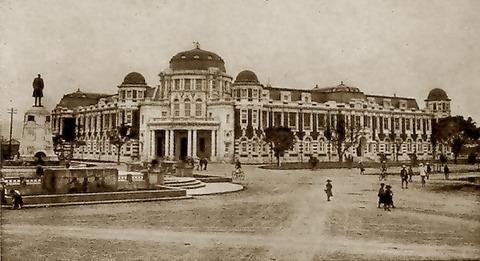
協議會多與所屬地方政府合署辦公；圖為臺北州協議會所在地臺北州廳辦公廳舍。

協議會為台灣日治時期1920年至1935年間地方議會總稱，包括州協議會、市協議會、街庄協議會等組織，按地方人口數量等因素設置協議會議員席次；惟協議會所屬議員或代議士全為官方所指任，並以商人及在台日籍人士為主。州市會議員與街庄協議會員任期皆為4年。
1935年至1937年，部份地方協議會改稱議會，部份議員改以民選方式產生，實行地方自治。1937年後，因中日戰爭，所有地方議會均不再改選，其機構也不再正常運作。

## 緣由
1920年9月，臺灣總督府施行新的行政區劃，將原行政區劃改為五州二廳三市；經統算，其中總計轄有260街庄。在行政區劃改變同時，也設置了州協議會、市協議會及街庄協議會。雖名為議會，但所有協議會員皆由官方委派，其機關並無充分民意基礎，亦無任何諸如審計預算、監督行政及質詢官員的代議士功能，美其名只能說是臺灣總督府刻意成立的象徵性自治機關。

## 設置處所
下轄大臺北及宜蘭等地區的臺北州設有臺北州協議會，其辦公地點位於臺北州廳辦公廳舍；轄有桃園、新竹、苗栗等地區的新竹州設有新竹州協議會；轄有臺中、彰化、南投等地區的臺中州設有臺中州協議會；轄有雲林、嘉義、臺南等地區的臺南州設有臺南州協議會；下轄高雄、屏東等地區的高雄州設有高雄州協議會。惟所有州協議會均無實際審核或督導權力，僅有被諮詢職務。

## 開放民選
在臺灣大眾持續爭取落實地方自治的聲浪下（其中以蔣渭水為代表的臺灣民眾黨與以林獻堂為代表的臺灣地方自治聯盟最為積極推行），以及1934年臺灣地方自治聯盟以承認同化政策為前提停止臺灣議會設置請願運動為條件向有關當局的交涉下，臺灣總督府終於同意在1935年實施第一屆市會及街莊協議會員選舉；經該次選舉選出的州市會議員擁有部分的議決權，但街庄協議會仍只是諮詢機關。此外，市協議會編制也被取消，改制為半官派半民選（街庄協議會亦同）的市會。

## 釋例
以台灣北部台北州文山郡新店庄為例，根據1920年頒行之《臺灣市制》或《臺灣街庄制》律法，新店庄協議會所有會員，由台北州州知事任命之協議會員組成了新店庄協議會，該協議會與其他地區協議會相同，成為新店庄長的施政諮詢機關。

### 性質
就街庄協議會之性質來言：
庄協議會為庄長之單純諮詢機關，並非由庄內住民自行自由選舉的庄民代表組成。另一方面庄協議會並不能決議地方公共事務；如庄政施政計畫、經費預算與庄內相關人民負擔賦稅等。從此看來，協議會而非民意代表機關。

### 組織
- 庄協議會員：均由臺北州知事就庄內有其住所與並有學識名望者任命之。
- 任期：協議會員任期為2年，為名譽職。庄長為當然議長，庄內助役為當然之庄協議會員。以首任；1920年成立的新店庄協議會來看，協議會會員連同議長劉建勳等共有15人。之後，該協議會亦於1922年、1924年、1926年、1928年、1930年、1932年數度改選，其協議會會員員額亦維持15人。
- 議長：協議會由庄長為當然議長外，除外，協議會亦設副議長1人。惟副議長仍由新店庄所屬直接長官文山郡郡守就會員中挑選任之。議長如有缺席事故時，協議會會議與事務管理由副議長代理。如議長、副議長因事均不能與會時，由文山郡郡守於協議會中選任臨時議長。另外，協議會議長的職權為綜理會議、決定會議程序及宣布開會、閉會與維持會場秩序等等。
- 書記：由協議會議長就庄內職員中任命之，該書記秉承議長之命令，辦理庶務及翻譯，編製會議記錄，記載會議經過及出席協議會人員之姓名等。

### 職權
協議會的職權：依照1920年《臺灣街庄制》第14條規定，街庄協議會之被諮詢事項，有下列數項：
- 歲出入之預算事項，但預算之追加、更正，街庄稅、使用費、手續費之有無增減、變更情形者除外。
- 街庄條例之制定、廢止及修改事項。
- 有關街庄稅、使用費、手續費或伕役現品之課稅及徵收事項。
- 有關街庄債事項。
- 除歲出入預算所規定者外，新增負擔或棄權事項。
- 規定或變更維持費事項。
- 關於設置管理及處分基本財產與公積金、榖等事項。
- 有關因街庄制之廢置、分合或變更區域而發生之財產處分等事項。

制度規定，凡以上事項，街庄長應向街庄協議會諮詢，而邀其決議，惟此諮詢決議並非強制，也就是凡街庄長遇緊急事項者，均可不向街庄協議會諮詢，自行決定施政事項。另外，協議會員凡對有關其職務本質上之諮詢事項，可提出質問，任意申述意見，提出臨時動議，並在討論終結後可付之表決。因此，協議會員於諮詢事項中有其發言權、質詢權、動議提出權及表決權等。

## 註解
1. ↑  人口五千未滿之街庄八人；人口五千以上一萬未滿之街庄十人；人口一萬以上一萬五千未滿之街庄十二人；人口一萬五千以上二萬未滿之街庄十四人；人口二萬以上二萬五千未滿之街庄十六人；人口二萬五千以上之街庄二十人。